# Il crimine non va in pensione
Il crimine non va in pensione è un film commedia del 2017 diretto da Fabio Fulco.

## Trama
Le giornate scorrono tranquille nel centro anziani “La Serenissima”. Chi gioca a carte, chi a bocce, chi a sudoku, chi si diletta a fare cruciverba. La placida atmosfera di un giorno come tanti altri viene però sconvolta dal ricovero in ospedale di Edda, settantatreenne, curata e distinta, anche lei ospite del centro, che ha accusato un malore causato dal forte stress per aver perso i suoi risparmi scommettendo illegalmente. La donna era preoccupata per i problemi economici della figlia e aveva tentato disperatamente di aiutarla con una bella vincita. Quando i compagni del centro vengono a conoscenza delle sue difficoltà, decidono maldestramente di rapinare il Bingo Avana, un luogo dove trascorrono abitualmente alcune ore per spezzare la monotonia della vita quotidiana. Comandati dall’ex generale di brigata Alfio ed aiutati dal portantino napoletano Sasà, la simpatica banda è formata da: Donato, un elegante ottantenne gay, in passato autista di star cinematografiche, Romeo, ex stornellatore romano, single incallito e latin lover per vocazione, Ersilia, la più avanti nell’età ma vispa e calcolatrice, che gira sempre con una fiaschetta di cognac nella borsetta, bevendo di nascosto, Michele e Maria, una coppia bolognese amante del liscio, e Teresa, zia di Sasà.

## Distribuzione
La pellicola è uscita nelle sale cinematografiche il 15 giugno 2017, distribuita dalla Stemo Production.

## Colonna sonora
La colonna sonora è stata composta dal compositore Franco Eco ed è stata prodotta da Ala Bianca.